# اوتیگهایم
اوتیگهایم (به آلمانی: Ötigheim) یک شهر در آلمان است که در Rastatt واقع شده‌است. اوتیگهایم ۴٬۳۸۶ نفر جمعیت دارد.

## خواهرخوانده
شهرهای گابیچه ماره و Rathen خواهرخوانده‌های اوتیگهایم هستند.